# Hasimoto Hakaru
Hasimoto Hakaru (橋本策, Hepburn-átírással Hakaru Hashimoto) (Iga, Mie prefektúra, 1881. május 5. – Mie prefektúra, 1934. január 9.) japán patológus és sebész. Ő írta le először a pajzsmirigy autoimmun betegség eredetű gyulladását, amelyet róla neveztek el (Hashimoto-thyreoiditis).

## Élete
Hasimoto japán orvoscsaládba született és 22 évesen kezdte el tanulmányait a Kjúsúi Egyetem frissen alapított orvosi karán, Fukuokában. Az egyetem befejezése után, 1907-től öt évig dolgozott egy sebészeti osztályon Mijake Hauari professzor vezetése alatt. 1912-ben publikálta felfedezését a Struma lymphomatosáról, a pajzsmirigy strumával és lymphocitás beszűrődéssel járó gyulladásáról, melyhez a pajzsmirigy alulműködése (hypothyreosis) kapcsolódik. A közleményben Hasimoto leírta a betegség jellegzetes szövettani tulajdonságait. Mivel a cikk egy berlini szakfolyóiratban jelent meg, a felfedezés a kezdetekben Japánban nem keltett visszhangot.
A munka közzététele után Hasimoto három évet Európában. Berlinben, Göttingenben és Londonban) dolgozott és a vesetuberkulózist kutatta. Az első világháború kitörésekor visszautazott Japánba, ahol kiváló hassebészként sikeres karriert futott be. Két további publikációja jelent meg, egyik az orbáncról, a másik a mellkas sérüléseiről.
1934-ben, 53 évesen halt meg, tífuszban.